# کبرای هندی
کبرای هندی (نام علمی: Naja naja) نام یک گونه از فروراسته ناکورماریان است.